# NHL-Spieler des Jahres
Der NHL-Spieler des Jahres war eine Eishockey-Auszeichnung in der National Hockey League für den besten Spieler des Jahres.
Sie wurde erstmals  1985 als Dodge Performer of the Year verliehen. Die Automobilfirma Dodge war Sponsor der Trophäe. Von der Saison 1984/85 bis zur Saison 1989/90 war Dodge auch Sponsor des NHL-Spieler der Woche und des NHL-Spieler des Monats.
Zur Saison 1990/91 übernahmen die Firma Pro Set, ein Hersteller von Sammelkarten (Trading Cards), von Dodge das Sponsoring für den Spieler der Woche, des Monats und des Jahres. In den beiden Jahren bis zur Saison 1991/92 wurde so der Pro Set/NHL Player of the Year geehrt.
In den späteren Jahren wurde zwar weiterhin der Spieler der Woche und des Monats geehrt, die Auszeichnung für den Spieler des Jahres wurde jedoch eingestellt.

## NHL-Spieler-des-Jahres-Gewinner
| Jahr | Spieler        | Team                |
| ---- | -------------- | ------------------- |
| 1992 | Mario Lemieux  | Pittsburgh Penguins |
| 1991 | Brett Hull     | St. Louis Blues     |
| 1990 | Pat LaFontaine | New York Islanders  |
| 1989 | Mario Lemieux  | Pittsburgh Penguins |
| 1988 | Mario Lemieux  | Pittsburgh Penguins |
| 1987 | Wayne Gretzky  | Edmonton Oilers     |
| 1986 | Wayne Gretzky  | Edmonton Oilers     |
| 1985 | Wayne Gretzky  | Edmonton Oilers     |